# Free Software Song
La Free Software Song è una canzone scritta da Richard Stallman. Esprime una protesta verso il software proprietario ed è l'inno degli hacker di tutto il mondo. Vari autori si sono cimentati nel realizzare versioni del free software song, Jono Bacon ne ha registrata una death metal e la band Fenster una versione rhythmic.
La versione ufficiale è sotto pubblico dominio.

## Testo
| Join us now and share the software; You'll be free, hackers, you'll be free. Join us now and share the software; You'll be free, hackers, you'll be free. Hoarders can get piles of money, That is true, hackers, that is true. But they cannot help their neighbors; That's not good, hackers, that's not good. When we have enough free software At our call, hackers, at our call, We'll throw out those dirty licenses Ever more, hackers, ever more. Join us now and share the software; You'll be free, hackers, you'll be free. Join us now and share the software; You'll be free, hackers, you'll be free. | Unitevi a noi e condividete il software; Sarete liberi, hackers, sarete liberi. Unitevi a noi e condividete il software; Sarete liberi, hackers, sarete liberi. Gli accaparratori possono guadagnare soldi a palate, Questo è vero, hackers, questo è vero. Ma non possono aiutare i loro vicini; Questo non va bene, hackers, questo non va bene. Quando avremo abbastanza software libero Al nostro appello, hackers, al nostro appello, Butteremo via quelle sporche licenze Sempre più, hackers, sempre di più. Unitevi a noi e condividete il software; Sarete liberi, hackers, sarete liberi. Unitevi a noi e condividete il software; Sarete liberi, hackers, sarete liberi. |

## Storia
Stallman racconta di aver scritto la canzone durante una sessione di musica folk nell'ambito di un incontro dedicato alla fantascienza. C'erano una ventina di persone che a turno dovevano inventare un brano. A quel punto Stallman pensò alla cosa che gli stava a cuore e decise di comporre il suo brano utilizzando una musica bulgara come base. Alla fine della sessione una ragazza disse a Stallman che aveva apprezzato il brano e che gli suggeriva di mostrarlo a Stallman. Stallman rispose: "sono io Stallman".